# Équation de Stern-Volmer

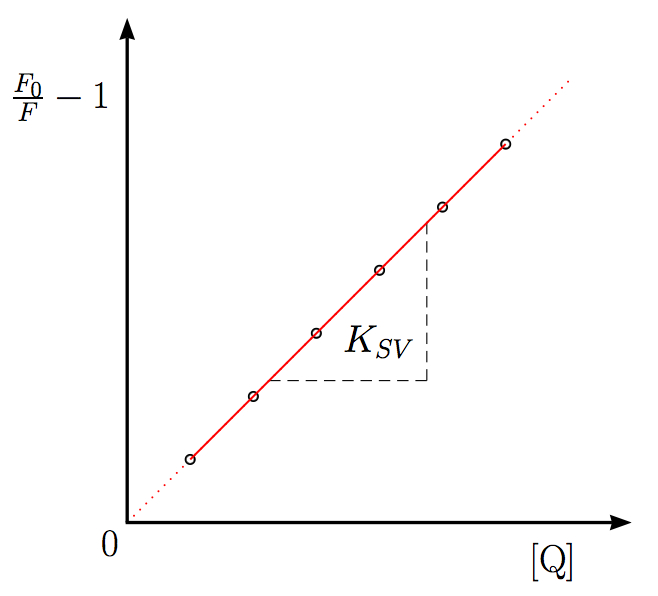
Diagramme de Stern-Volmer

L’équation de Stern-Volmer, qui doit son nom aux physiciens Otto Stern et Max Volmer, régit la cinétique d'un mécanisme de désactivation photochimique intermoléculaire.
La fluorescence et la phosphorescence constituent des exemples de mécanisme de désactivation intramoléculaires. La désactivation intermoléculaire est l'action d'une espèce chimique sur l'accélération de la disparition d'une autre espèce chimique dans l’état excité. En général, on peut représenter ce mécanisme par la simple équation :
{\displaystyle \mathrm {A} ^{*}+\mathrm {Q} \rightarrow \mathrm {A} +\mathrm {Q} }
ou
{\displaystyle \mathrm {A} ^{*}+\mathrm {Q} \rightarrow \mathrm {A} +\mathrm {Q} ^{*}}
où A et Q (appelés « désactivateur » ou quencher) sont des espèces chimiques, et * désigne un état excité.
La cinétique de ce mécanisme obéit à l’équation de Stern-Volmer :
{\displaystyle {\frac {I_{f}^{0}}{I_{f}}}=1+k_{q}\tau _{0}\cdot [\mathrm {Q} ]}
où 
- {\displaystyle I_{f}^{0}} désigne l’intensité (ou « taux ») de fluorescence en l'absence de désactivateur,
- {\displaystyle I_{f}} désigne l’intensité de fluorescence en présence de désactivateur,
- {\displaystyle k_{q}} est le coefficient du taux de désactivation,
- {\displaystyle \tau _{0}} est la durée de vie de l’état excité de A en l'absence de désactivateur, et
- {\displaystyle [\mathrm {Q} ]} est la concentration du désactivateur[2].

Pour la désactivation limitée à la diffusion (c'est-à-dire la désactivation limitée par le temps de libre parcours moyen avec une particule excitée, seules les collisions avec ces particules ayant un effet), le coefficient du taux de désactivation est donné par {\displaystyle k_{q}={\frac {8RT}{3\eta }}}, où {\displaystyle R} est la constante des gaz parfaits, {\displaystyle T} la température en kelvins et {\displaystyle \eta } est la viscosité dynamique de la solution. Cette formule est une conséquence de la relation d'Einstein. En réalité, seule une fraction des collisions avec les molécules du désactivateur ont un effet sur la désactivation, de sorte qu'il faut en pratique mesurer expérimentalement le coefficient du taux de désactivation.